# 제로 웨이스트
제로 웨이스트(zero waste)는 모든 제품이 재사용될 수 있도록 장려하며 폐기물을 방지하는 데 초점을 맞춘 원칙이다. 제품들이 쓰레기 매립지나 소각장, 바다에 버려지는 쓰레기가 되지 않도록 하는 것이 목표인데, 현재 플라스틱의 9%만이 실제로 재활용되고 있다. 제로 웨이스트 시스템에서는 소비의 최고 수준이 될 때까지 자재가 재사용될 것이다. ZWIA(Zero Waste International Alliance)에서 채택한 정의는 다음과 같다. 

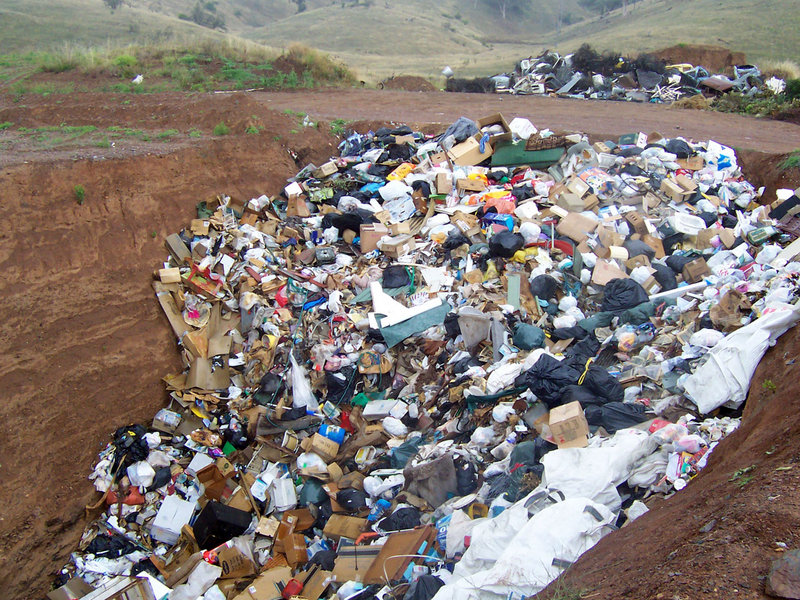
감당할 수 없을만큼 많은 쓰레기

제로 웨이스트: 모든 제품, 포장 및 자재를 태우지 않고, 환경이나 인간의 건강을 위협할 수 있는 토지, 해양, 공기로 배출하지 않으며 책임 있는 생산, 소비, 재사용 및 회수를 통해 모든 자원을 보존하는 것.
제로 웨이스트는 제품의 흐름을 크게 바꾸어 낭비가 없는 사회를 목표로 한다. 제로 웨이스트란 재활용과 재사용을 통해 폐기물을 없애는 것 이상의 것을 포함한다. 폐기물을 줄이기 위한 생산·유통 시스템의 재구축에 힘을 쏟고 있다. 제로 웨이스트는 목표와 이상에 가까운데, 폐기물을 없애기 위한 지속적 가이드라인 원칙을 제공한다.
제로 웨이스트  제품과 포장의 설계, 제조 과정, 재료 선택에 관한 업계의 선택에 영향을 주기 위해서는 정부의 규제가 필요하다고 기대한다.
지지자들은 폐기물을 제거하면 환경 오염을 줄일 수 있고, 또한 원자재에 대한 필요성이 줄어들기 때문에 비용도 절감할 수 있다고 말한다.

## 요람에서 요람까지/요람에서 무덤까지
요람에서 무덤까지는 자원 채취에서 시작해 제품이 제조가 되고, 마지막에 매립지 즉 ‘무덤’에서 끝나는 재료의 선형 모델을 말한다. 요람에서 무덤까지는 제품에 수명이 다하면 다시 재활용되어 궁극적으로 쓰레기가 생기지 않는 요람에서 요람까지와 직접적 대조를 이룬다.
요람에서 요람까지는 쓰레기를 최소화하는 제품의 closed-loop 순환을 위해서 산업 시스템 설계에 중점을 두고 있으며 폐기물들은 재활용되거나 재사용될 수 있다. 단순히 폐기물이 발생한 후의 문제를 처리하는 것뿐만 아니라 원천적인 문제를 해결하고 설계에 집중함으로써 문제를 재정의하기도 한다. 요람에서 요람까지의 작업은 지속 가능한 인간의 삶과 미래 세대를 고려한다.
요람에서 요람까지의 틀은 이론에서 실천까지 꾸준하게 발전해왔다. 산업 부문에 있어서 물질과 물질의 흐름에 대한 새로운 개념을 만들어 내고 있다. 한 생물의 폐기물이 다른 생물에게 영양분을 공급하는 생태계처럼 요람에서 요람까지 속 물질들은 closed-loop 순환을 통해 자연과 산업에 필요한 영양분을 공급한다.
closed loop 제품 예시로는 DesignTex 원단이 있다. 이건 농약과 잔류물이 없는 울과 유기농 모시를 혼합한 upholstery 원단인 ‘Climatex Lifecycle’이다.
세계적으로 산업화가 확산되면서 폐기물의 양이 크게 증가하고 있다. 2012년, 세계은행은 도시 인구에 의해 13억 톤의 도시 폐기물이 생산되었다고 발표했으며 그 수는 2025년에는 22억 톤에 이를 것이라고 예측하고 있다.(세계 고형 폐기물 관리 시장 – 분석 및 예측) 고형 폐기물의 생산량 증가는 쓰레기 매립장의 필요성을 증가시킨다. 도시화의 증가함에 따라, 이런 쓰레기 매립지는 지역사회에 더 가까운 장소에 배치되고 있다. 이러한 매립지는 주로 백인이 아닌 인구로 사회 경제적인 지위가 낮은 지역에 위치해있다. 조사 결과에 따르면, 이들 지역은 허가 취득이 쉽게 되고 지역 사회의 저항이 적어 폐기물 처리장으로 자주 지정된다. 또한, 과거 5년간 400개 이상의 유해 폐기물 시설이 사람들의 건강에 위험하다가 여겨졌던 불특정 위반들에 대해서 공식 집행 조치를 받았다.

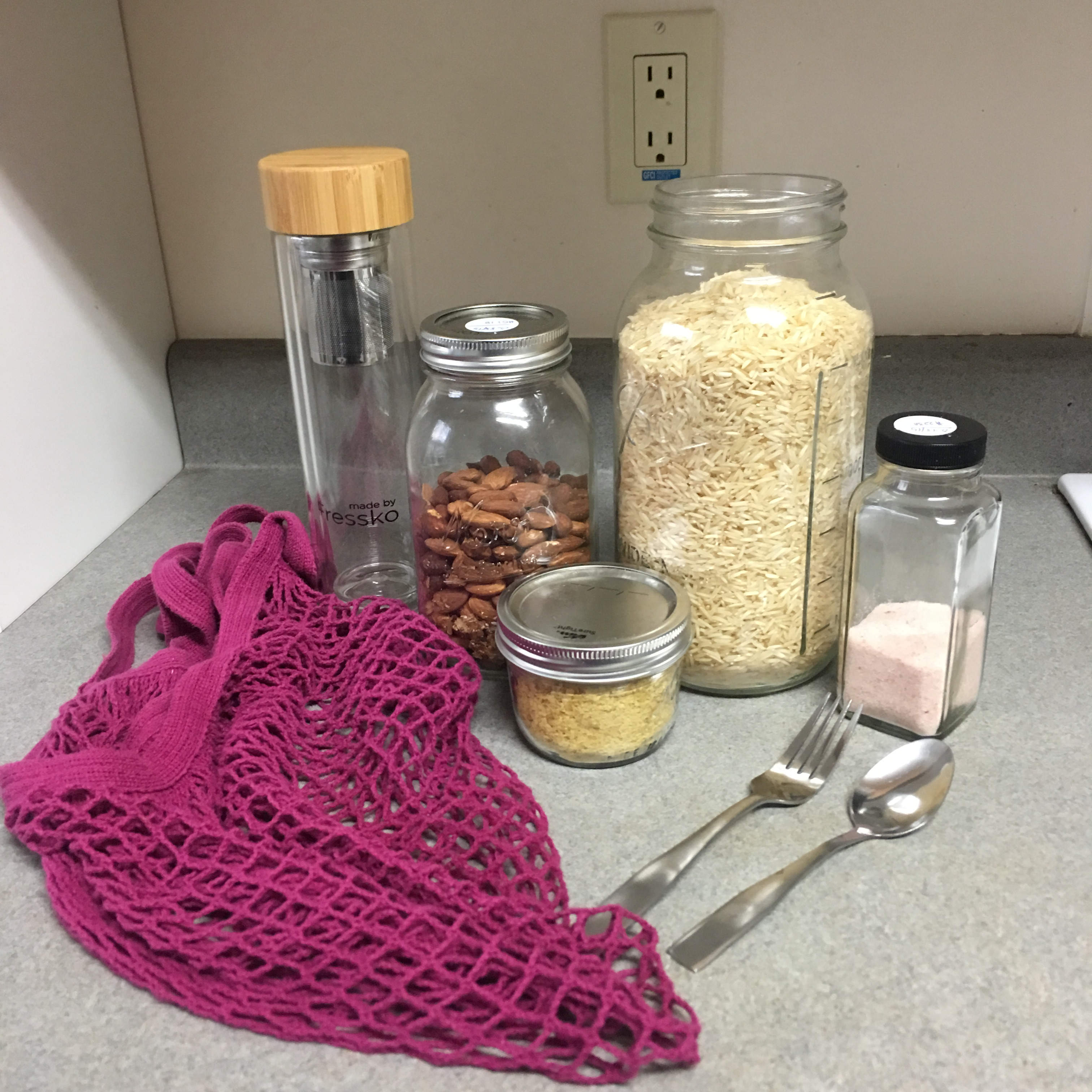
제로 웨이스트를 시작하는 사람들 물품들: 재사용할 수 있는 용기들로 구성되어 있다.

환경으로부터 자원은 한정되어 있는데, 전세계 인구는 점점 증가하고 있다. 이용 가능한 자원을 위해 낭비를 막는 것이 더욱 중요해졌다. 제로 웨이스트에 달성하기 위해서는 폐기물 관리가 보다 순환적으로 이루어져야 하며, 재료와 제품 등이 가능한 효율적으로 활용되어야 한다. 물건들은 환경 내 순환으로 돌아가거나 산업 환경에서 계속 사용할지 선택해야 한다.
제로 웨이스트는 재사용과 재활용을 촉진할 뿐만 아니라 제품의 수명 주기 전체를 고려하며 관련 제품 설계를 촉진한다. 제로 웨이스트의 설계는 재료 사용량을 줄이고, 재활용 재료를 사용하고, 좋은 재료를 이용하며 제품 수명 연장, 재생성 및 제품의 수명이 다했을 때 분해의 용이성을 위해 노력한다. 제로 웨이스트는 환경 보호, 비용절감, 폐기물 관리 및 처리 과정에서 추가 일자리 창출을 만들어낼 수도 있다. 제로 웨이스트 전략은 기업, 지역, 산업부문, 학교, 가정에 적용될 수 있다.
제로 웨이스트 지지자들이 제안한 이익은 다음과 같다.
- 비용 절감. 폐기물은 비효율적인만큼 폐기물을 줄이면 비용도 절감할 수 있다.

- 진행 속도 향상. 제로 웨이스트 전략은 생산 과정을 개선하고 환경 보호 전략을 개선하는 것이기 때문에 더 크고 혁신적인 조치를 할 수 있다.

- 지속가능성. 제로 웨이스트 전략은 3가지 목표, 경제적 행복, 환경 보호, 사회적 행복이라는 목표 모두를 지원한다.[5]

- 재료 흐름 개선. 제로 웨이스트 전략은 새로운 원자재 사용을 대폭 줄이고, 폐기물을 매립장으로 보내지 않는다. 모든 폐기물은 재사용하거나 재활용을 할 수 있거나 퇴비로 사용하기 적합할 것이다.[5]

### 건강
매립지의 큰 문제는 폐기물 자연 폐기시 방출되는 황화 수소이다. 연구 결과, 폐암 사망률 증가와 호흡기 질환과 관련된 질병 및 사망률 사이에 황화수소 노출과 관련성이 있음이 나타났다. 연구에서는 매립지에 가까울수록 황화수소 피폭량이 증가했음을 나타났다.
쓰레기 매립지에서 나오는 침출수에서 가정용 화학물질과 처방 약이 다량 포함되어 있다. 이 때문에 화학물질이나 약품이 지하수나 그 주변 환경에 유입될 가능성이 제기되어 큰 우려를 야기하고 있다.
제로 웨이스트는 순환형 재료를 촉진하고 재료를 여러 번 사용할 수 있게 하며 매립지의 필요성을 감소시킨다. 제로 웨이스트를 통해 물 속으로 배출되는 독소의 수를 감소시키고, 생산 과정에서 어떤 화학 물질이 사용되는지 확인하기 위해 제품을 검사할 것이다.
매립지와 관련된 건강 문제
- 선천적 결함과 저체중아 : 매립지에 가깝고, 미세먼지와 이산화질소에 대한 노출과 연관

- 호흡기 질환 및 폐암 : 황화수소 방출과 관련 제로 웨이스트의 순환적 제품 수명의 촉진은 매립지를 만들고 매립할 필요성을 줄이는 데 도움이 될 수 있다.

이것은 매립지에서 배출되는 독소와 관련된 호흡기 질환 및 선척적 결함의 발생을 줄이는데 도움이 된다. 제로 웨이스트는 오염물질이 생태계로 유입되는 것을 방지함으로써 지역 환경과 식수원 보존에도 도움이 된다.

## 역사

### 2002-2003
제로 웨이스트 운동은 1998년부터 2002년까지 대중의 주목을 받으며 정점을 찍었다. 이후 ‘제로 웨이스트 공동체’의 구조와 행위에 집중해 ‘이론’에서 ‘행동’으로 옮겨가고 있다. 제로 웨이스트 국제 연합 웹사이트에서는 제로 웨이스트 행위를 촉진시키기 위해 공공 정책을 만든 세계적인 커뮤니티 목록이 있다. 또한, Eco-cycle 웹사이트를 통해 이 대규모 비영리 단체가 콜로라도주의 볼더 카운티를 제로 웨이스트로 만든 6분간의 비디오도 시청해주길 바란다. 마지막으로, 제로 웨이스트 활동 단체인 GrassRoots Recycling Network에서는 제로 웨이스트와 관련된 워크샵과 회의도 진행하고 있다.
캘리포니아 종합 폐기물 관리 위원회는 2001년, 제로 웨이스트 목표를 설정했다. 샌프란시스코 환경부는 2002년, 제로 웨이스트 목표를 설정했고, 2009년에 시의 재활용 및 퇴비화 의무 조례를 제정했다. 제로 웨이스트라는 야심찬 목표와 정책에 의해 샌프란시스코는 2010년 역대 최고인 80% 전환율을 달성했고, 이는 북미 도시 중에서 가장 높은 기록이다. 샌프란시스코는 Siemens US와 Canada Green City Index에서 폐기물 부분 만점을 받았고 가장 친환경적인 도시로 꼽혔다.

### 2009: 제로 웨이스트 라이프스타일 운동이 일어나다
2008년, 제로 웨이스트란 제조 및 생활폐기물 관리 관행을 나타낼 때 쓰이는 용어였다. 캘리포니아에 거주하는 프랑스계 미국 여성 비 존슨은 이를 4인 가족에 적용하기로 했다. 2009년에는 그녀의 인기 블로그 제로 웨이스트 홈을 통해 공유하기 시작했고, 2010년에는 뉴욕 타임즈에 실렸다. 쓰레기 없는 삶의 주류를 소개한 이 기사는 보헤미안적인 생활 방식과 혼동하는 사람들로부터 많은 비판을 받았다. 이들의 비평은 가족과 그 내부의 영상이 전세계 언론으로 널리 방영되자 바뀌기 시작했다. 2013년, 존슨은 제로 웨이스트 홈을 발표했다(낭비를 줄임으로써 삶을 단순화시키는 궁극적 가이드) Book Riot에 의해 “제로 웨이스트를 위한 성경”라고 불리는 이 책은 가정 내 쓰레기를 없애기 위한 실용적 조언을 상세하게 기재한 5R 간단 방법론을 제공한다. 27개 언어(2019년 기준)로 번역된 이 국제 베스트셀러는 제로 웨이스트라는 개념을 많은 독자들에게 전파하는데 도움을 주었다. Bea의 일부 팔로워와 독자들 중에는, 1) 뉴욕에 사는 환경 운동가, Lauren Singer와 같은 독자적 블로그를 시작해 그 소셜 미디어 채널 컨셉을 밀레니얼 세대에게 전파했다. 2) 독일에서 최초 포장되지 않는 가게를 연 Marie Delapierre와 같은 포장 없는 가게를 열었다. 3) 제로 웨이스트 스위스 창립 멤버 Natalie Bino씨와 같은 비영리 단체를 만든다. 세월이 흐르면서 제로 웨이스트 라이프스타일은 대폭적인 팔로워 수를 얻었다. 수천 개의 소셜 미디어 채널, 블로그, 포장하지 않는 상점, 재이용 가능한 제품 라인 및 단체들이 전세계적으로 생겨났다. 그리고 빠르게 진화하는 grass root movement는 Unilever와 Procter and Gamble과 같은 대기업에게 일회용품 대신 재활용할 수 있는 대안책을 요구하게 되었다.

### 현세
행동 변화는 보다 지속 가능한 폐기물 관리로 이행하기 위해 필요한 핵심 요소지만, 사람들의 행동 변화 개입에 관한 연구는 부족하다. 제로 웨이스트를 비판하는 사람들은 물건을 재활용할 수 있고 유기적이며 독성이 없어 재생할 수 있지만 그래도 일회용 제품에 비해 윤리적으로 더 낮다고 지적한다. 예를 들어 아기 물개 펠트나 호랑이 가죽으로 만든 가방은 이론적으로 제로 웨이스트 정의에는 부합하지만 일회용 비닐봉투보다 낫다고 할 수 없다는 것이다. 마찬가지로 납과 같은 독성 물질은 주석이나 은과 같은 독성 물질이 덜한 물질로도 대체될 수 있다. 그러나 은과 주석 채굴이 더 많은 수은을 방출하거나 민감한 산호섬에게 피해를 준다면 선진국의 매립지 보호는 최우선 사항이 아니다. 제로 웨이스트 지지자들은 이들 사례가 제로 웨이스트 정의를 충족하지 못하는 이유에 대해 정교한 답변을 했지만, 라이프 사이클 분석, 서식지 보호, 탄소 중화, 또는 멸종이 없는 것이 친환경적인 철학이라는 비판도 있다. 폐기물 중심의 대책보다 측정 가능한 폐기물의 전용률, 재사용과 재활용률 등 간단한 계산은 유용하지만 말 그대로 폐기물의 마지막 5%를 멈추겠다는 목표를 가진 캠페인은 다른 환경 목표나 지속가능성 목표를 희생시켜 진행될 가능성이 있다.
폐기물 산업 내에서는 제로 웨이스트를 폐기 후 재활용으로만 보는 사람들과 폐기물을 높은 수준의 기능을 재사용하는 것으로 보는 사람들 사이에서 또 다른 긴장감이 존재한다. 그것은 아마 기존 재활용자들과 새로운 제로 웨이스트를 실천하는 사람들의 결정적인 차이점이다. 대표적인 예로는 유리병을 깨는(값싼 유리를 회수) 것과 병을 다시 채우는(용기라는 기능 자체를 되찾기) 것의 차이점이다.
자연 공정의 적용과 산업의 효율적은 재사용 또한 긴장 요소 중 하나이다. 많은 사람들은 자연을 생산과 혁신적인 재료의 궁극적 모델로 본다. 다른 사람들은 산업 생산물이 본질적으로 비자연적인 것이며(예를 들어 화학 물질과 플라스틱 같은) 산업적인 재사용 방법으로부터 큰 혜택을 받는 반면 분해나 재구성을 필요로 하는 자연적 방법은 그 맥락에서 낭비라고 지적하는 사람도 있다.
생분해성 플라스틱이 가장 눈에 띄는 예시이다. 플라스틱은 비싸고 환경에 악영향을 미치기 때문에 플라스틱 생분해는 소용이 없다고 주장하는 사람도 있다. 전분이든 석유든 제조 과정은 재료와 에너지의 비용을 모두 똑같이 소비한다. (공장 건설, 원재료 조달, 투자, 기계의 건설과 사용, 인간의 노동, 교육, 주택, 식품 등) 플라스틱이 한 번 사용 후 생분해가 된다고 하더라도 그 비용은 모두 손실되기 때문에 여러 번 재활용을 하거나 영구적은 수명을 위한 플라스틱 부품 설계가 훨씬 중요하다. 반대편에서는 플라스틱을 쓰레기장이나 바다에 넣지 않는 것이 유일한 이득이라고 주장한다.
제로 웨이스트 공장을 지향하는 기업에는 Subaru, Xerox, Anheuser-Busch 등이 있다.
제로 웨이스트 운동은 브라질에서 시작되어 아르헨티나, 푸에르토리코, 멕시코, 미국, 러시아 등으로 확산되고 있는 ‘Zero Waste Youth’ 조직 아래 전세계 젊은사람들 사이에서 계속 성장하고 있다. 이 단체는 제로 웨이스트 메시지를 전파하기 위해 지역 자원봉사 홍보대사와 협력한다.

## 포장 예시
주요 기사 : sustainable packaging, reusable packaging
우유는 다양한 형태로 배송될 수 있다. 전통적인 형태 중 하나는 재사용이 가능한 유리 우유 병인데, 종종 우유 배달원이 집으로 배달한다. 이 중 일부는 유지되고 있지만, 다른 옵션도 생겨났다. 판지 상자, 무균 상자, 재활용 유리 병, 우유 봉지 등이 있다. 각각 옵션들은 몇몇 장단점들이 있다. 제로 웨이스트 관점에서 보면, 병 재사용이 가장 유리하다. 재료의 사용량이 다른 옵션들보다 적을 수 있기 때문이다. 역물류 시스템은 병을 세척, 검사 및 재사용하기 위해 반환된다. 결국, 이 무거운 병은 더 이상 사용하기 적합하지 않고 재활용될 것이다. 쓰레기와 쓰레기 매립지 사용이 최소화될 것이다. 원료 폐기물은 주로 세척수, 세제, 운송, 열, 병뚜껑 등이다. 진정한 제로 웨이스트가 달성되진 않지만, 수명주기 평가를 이용해 각 사이클의 각 단계의 폐기물을 계산할 수 있다.

## 재활용과 부패
주요 기사 : Recycling
재활용과 제로 웨이스트를 구별하는 것은 중요하다.
일부는 제로 웨이스트의 핵심 요소가 재활용이라고 주장하는 반면 또 다른 사람들은 고기능의 재사용을 찬성하지 않기도 한다. 재활용에 대한 일반적인 생각은 단순히 병과 캔을 쓰레기통에 넣는 것이다. 현대판 재활용은 더 복잡하고 정부의 재정적 지원 요소를 더 많이 포함하고 있다. 예를 들어, 미국 환경보호청의 2007년 보고서에 따르면 미국은 33.4%의 국가적 비율로 재활용하고 있으며 이 수치에는 퇴비화된 물질도 포함하고 있다고 한다. 게다가 재활용되는 물질을 처리하기 위해 전세계에서 많은 산업들이 생겨났다. 매일 쓰레기장을 덮는 데 사용되는 토양과 유기 물질을 재활용에 포함시킴으로써 과장되기도 한다. 또한, 재활용 장려금이 있는 주에서는 재활용 수치를 높여야 한다는 지역의 압력이 계속된다.
재활용을 향한 움직임은 제로 웨이스트라는 개념에서 분리된다. 이를 보여주는 한 예시로는 전세계 수백만 대의 PC가 전자 폐기물로써 처리되는 컴퓨터 산업(2007년 1억6000만대)이다. 재활용으로 분리되는 컴퓨터는 소량의 원자재로 분해되는 반면 대부분은 제3세계로의 수출을 통해 폐기된다. 그 후 기업들은 철강, 구리, 유리 등 일부 원료를 구매할 수 있게 되어 신소재 사용을 줄일 수 있게 되었다. 반면에, 실제 컴퓨터를 수리하는 산업은 장기간 재사용을 위한 설계의 제로 웨이스트 원칙에 더 부합한다. 그것은 컴퓨터리퍼피싱 산업으로 불리며 전자제품만 수집하고 출하하려는 현재의 캠페인보다 앞서 있다. 그들의 조직과 회의를 거쳐 여러 해동안 학교, 진료소, 비영리 단체에 컴퓨터를 기증해 왔다. 제로 웨이스트 계획에서는 장기간에 걸쳐 효과적인 재사용을 할 수 있도록 구성요소를 재설계하여 더 많은 재조정과 수리가 가능해진다.
제로 웨이스트와 재활용을 차이를 극명하게 보여주는 하나의 중요한 예시가 있다. 예를 들어 Getting to zero waste에서 인용한 것처럼 소프트웨어 사업이 있다. 제로 웨이스트는 필요할 때마다 반복하여 복사하는 것이 아니라 소프트웨어의 특정 기본 발명품을 재현해야 하는 필요성에 의해 야기될 지적 노력의 낭비에 민감하다. 그 낭비는 소프트웨어 개발자들이 미리 해결한 문제를 해결함으로써 발생한다. 제로 웨이스트의 분석의 적용은 인간의 노력을 보존할 것을 권고하기 때문에 간단하다. 반면에, 재활용의 일반적인 접근방식은 재사용할 수 있는 몇 가지 재료를 찾는 것일 것이다. 소프트웨어를 저장하는 자료는 인간의 노력의 절약에 비해 별로 의미가 없으며, 소프트웨어를 전자적으로 보존해도 미디어는 전혀 없다. 따라서 제로 웨이스트는 재활용이 적용되지 않는 한 낭비적 행동을 정확히 식별한다.
재활용 운동은 쓰레기를 재활용함으로써 쓰레기에 들어갈 수 없도록 하는 그린워싱의 역할이 크기 때문에 쓰레기 업계에서도 받아들여지고 있다. 한편, 제로 웨이스트는 쓰레기 산업 폐기물에 대한 대중의 비난에 의해 스크린을 제공하지 않으며, 따라서 실제로 쓰레기 처리의 지속적 필요성을 위협한다. 예를 들어, 캘리포니아주 일라메다 카운티에서는 쓰레기 투기 시 톤당 8달러의 과징금이 부과된다.(2009년) 이는 재활용 보조금 전액을 대상으로 하고 있으나 모든 제로 웨이스트 방식 설계에 해당하는 것은 아니다.

### 절감, 재사용, 재활용
제로 웨이스트의 설계 원칙으로 특별한 특징은 어떠한 상황이나 어떤 수준에서든 제품이나 공정에 적용할 수 있다는 점이다. 따라서 양성 식물성 물질에 관해서 유독 화학 물질에도 동일하게 적용된다. 석탄 연소에 의한 대기 순도 낭비나 원자력 발전소 과잉을 핵폐기물로써 지정하려는 방사성 자원 낭비에 적용된다. 모든 과정은 자체 운영에서 폐기 필요성을 최소화하도록 설계할 수 있다. 반면, 재활용은 단순한 재료만을 다룬다.
제로 웨이스트는 강제적 빈곤이나 교육 기회의 상실로 인간의 잠재력을 낭비하는 것에서도 적용될 수 있다. 산업 및 교통수단의 에너지 낭비와 지구 열대우림 낭비를 줄이기 위한 재설계도 포함한다. 그것은 모든 자원을 효율적으로 사용하도록 설계하는 일반적 원칙이다.
재활용 운동은 지역사회의 지속가능성 운동과 유사한 이슈를 포함하기 위해 고체 폐기물 관리 기반으로부터 서서히 분기되고 있다.
반면, 제로 웨이스트는 폐기물 관리 한계에 근거한 것이 아니라 소각, 재활용 등 파괴적인 방법을 최소환으로 억제하고 새로운 방법을 만들고 적용하면서 기존의 재사용 노력을 극대화할 것을 요구한다.
Free Cycle이나 reGives Network와 같은 온라인 웹 서비스는 최근 10년간 지역 주민들이 쓰레기 매립지에서 물건을 멀리하고 더 이상 필요없는 것을 지역 주민들에게 제공하는 제로 웨이스트적 라이프스타일을 추구시키며 큰 인기를 끌었다.

## 시장 기반 캠페인
많은 기업들은 제로 웨이스트를 포용할 수 있다고 하지만 대부분 주요 제품의 재설계보다는 대규모 재활용 작업에 지나지 않는다. 예를 들어, Staples, Home Depot, Toyota, General Motors 및 컴퓨터 회수 캠페인 등이 있다. 지금까지 사회 정의 캠페인이 성공한 것은 맥도날드와 나이키 남아시아에서 노동 관행을 변화시키고 고기 구매 관행을 바꾸도록 압박한 것이다.

## 어떻게 성취했는가
국가 및 지방 정부는 종종 목표를 설정하고 약간의 자금을 지원해줄 수 있지만, 실제적인 차원에서 폐기물 관리 프로그램은 보통 지방 자치단체에서 시행하고 있으며, 지역적으로 공유된 시설로 시행되고 있을 수 있다.
제로 웨이스트 목표를 달성하려면, 제조업체와 산업 설계자의 제품을 재활용 하기 위해 쉽게 분해하여 자연 또는 산업 시스템에 다시 통합해야 한다. 내구성과 보수성은 제품 수명 주기에서 불필요한 동요를 감소시킨다. 포장을 최소화하면서 supply-chain의 초기 단계에서 많은 문제를 해결할 수 있다. 정부의 지시가 없으면 소비자와 소매업체의 제로 웨이스트적 선택이 생산에 영향을 미칠 수 있다. 점점 더 많은 학교들이 그들의 학생들이 다른 다른 삶을 살 수 있도록 동기를 부여하고 그들이 취할 수 있는 모든 오염적 조치들을 재고하도록 하고 있다. 자재가 폐기물이 되지 않도록 소비자, 기업, 비영리단체 등이 폐기물을 줄이고 재활용을 성공적으로 하는 방법에 대해 교육시켜야 한다.

### Bea Johnson의 5R's
책에서는 쓰레기를 줄임으로써 당신의 삶을 단순화하는 궁극적 가이드라인을 제공한다. 저자 Bea Johnson은 집에서 제로 웨이스트를 달성하기 위해 5Rs(Refuse, Reduce, Reuse, Recycle, Rot to achieve)를 제공한다. 그녀가 수년간 쓰레기 없는 생활을 실천하며 가족의 연간 쓰레기를 1파인트짜리 항아리에 담기 위해 사용했던 이 방법은 현재 전세계의 개인, 기업, 자치단체에 널리 사용되고 있다.

4R-1C 법칙
4R-1C법칙은 다음과 같다. 거절하기(refuse), 줄이기(reduced), 재사용하기(reuse), 재활용하기(recycling), 썩히기(composte)라는 규칙이 있다. 순서는 썩히기, 거절하기, 줄이기, 재사용하기, 재활용하기 순서로 실천하는 것이 바람직하다.

## 한국
2020년, 한국에서 환경에 대한 우려가 대두되면서 제로 웨이스트 개념 및 운동에 많은 관심이 생겼다. 친환경적인 제로 웨이스트 샵들, 관련 매거진도 생겨나고 있다. 쓰레기의 가장 큰 골칫거리인 플라스틱에 대해 생분해 플라스틱에 대한 연구 또한 이뤄지고 있다.(아직 완전하지 않지만, 기술 개발 중) 또한, 학교에서 제로 웨이스트 운동을 공식적으로 함께 실천해 어린 아이들부터 환경 보호에 대한 자각을 일깨워주는데 도움이 되고 있다. 쓰레기 대란에 대한 제로 웨이스트 운동을 하는 사람들을 방송으로 제작한 사례도 있다.

## 같이 보기
- 환경주의
- 화분
- 프리사이클링
- 폐기물
- 폐기물 관리